# Michael Jopling
Pour les articles homonymes, voir Jopling.
Thomas Michael Jopling (né le 10 décembre 1930) est un homme politique du Royaume-Uni qui siège à la Chambre des lords sur les bancs du Parti conservateur. 

## Biographie
Jopling est le fils de Mark Bellerby Jopling (1886–1958), de Masham, Yorkshire du Nord, associé à Imeson et Jopling (plus tard Jopling, Cawthorn et Blackburn), géomètres, commissaires-priseurs et agents immobiliers,,. Il fait ses études au Cheltenham College et à l'Université de Durham. Il est agriculteur et directeur d'entreprise et siège au conseil national de l'Union nationale des agriculteurs. Il est conseiller au conseil du district rural de Thirsk. 
Il se présente sans succès à Wakefield en 1959, et est élu député conservateur de Westmorland, maintenant en Cumbria, en 1964. Il est Secrétaire parlementaire du Trésor de 1979 à 1983. En 1983, il est élu pour Westmorland et Lonsdale après des changements de frontières et est nommé ministre de l'Agriculture, des Pêcheries et de l'Alimentation de 1983 à 1987.
Après plus de 32 ans en tant que député à la Chambre des communes, il ne se représente pas aux élections générales de 1997 et est remplacé par Tim Collins. Il est absent au cours des dernières semaines de sa carrière aux Communes car il a été gravement blessé dans un accident de voiture en février 1997. Il revient à la Chambre le dernier jour où la Chambre a siégé avant sa dissolution pour les élections et est accueilli aux questions du Premier ministre par John Major lors de sa dernière séance de questions le 20 mars. 
Jopling est fait pair à vie avec le titre de baron Jopling, d'Ainderby Quernhow dans le comté de Yorkshire du Nord le 5 juin 1997. Il est membre du Conseil privé et du groupe parlementaire America All Party. 
Son fils aîné Nicholas est également actif au sein du Parti conservateur. Il se présente dans la circonscription de Sedgefield aux élections générales de 1992, mais perd contre le futur chef du parti travailliste et premier ministre, Tony Blair. 
Son plus jeune fils, Jay Jopling, est un marchand d'art contemporain et galeriste britannique. 
Son petit-fils, Caspar Jopling (fils du fils aîné Nicholas Jopling) est marié à la chanteuse Ellie Goulding. 